# Tenuipalpus lalbaghensis
Tenuipalpus lalbaghensis är en spindeldjursart som beskrevs av Channabasavanna och Lakkundi 1977. Tenuipalpus lalbaghensis ingår i släktet Tenuipalpus och familjen Tenuipalpidae. Inga underarter finns listade i Catalogue of Life.